# مين وبيل (فلم)
مين وبيل (بالإنجليزية: Min and Bill) هو فيلم كوميدي تم إنتاجه في الولايات المتحدة وصدر في سنة 1930. الفيلم من كتابة فرانسيز ماريون.

## طاقم التمثيل
- ماري دريسلر

### ترشيحات وجوائز
| السنة | الحدث | الفئة             | النتيجة |
| ----- | ----- | ----------------- | ------- |
|       |       | أوسكار أفضل ممثلة | فوز     |

## الميزانية والإيرادات
حقق أرباحا تقدر بمليوني دولار.

## وصلات خارجية
- مقالات تستعمل روابط فنية بلا صلة مع ويكي بيانات